# Metalófono

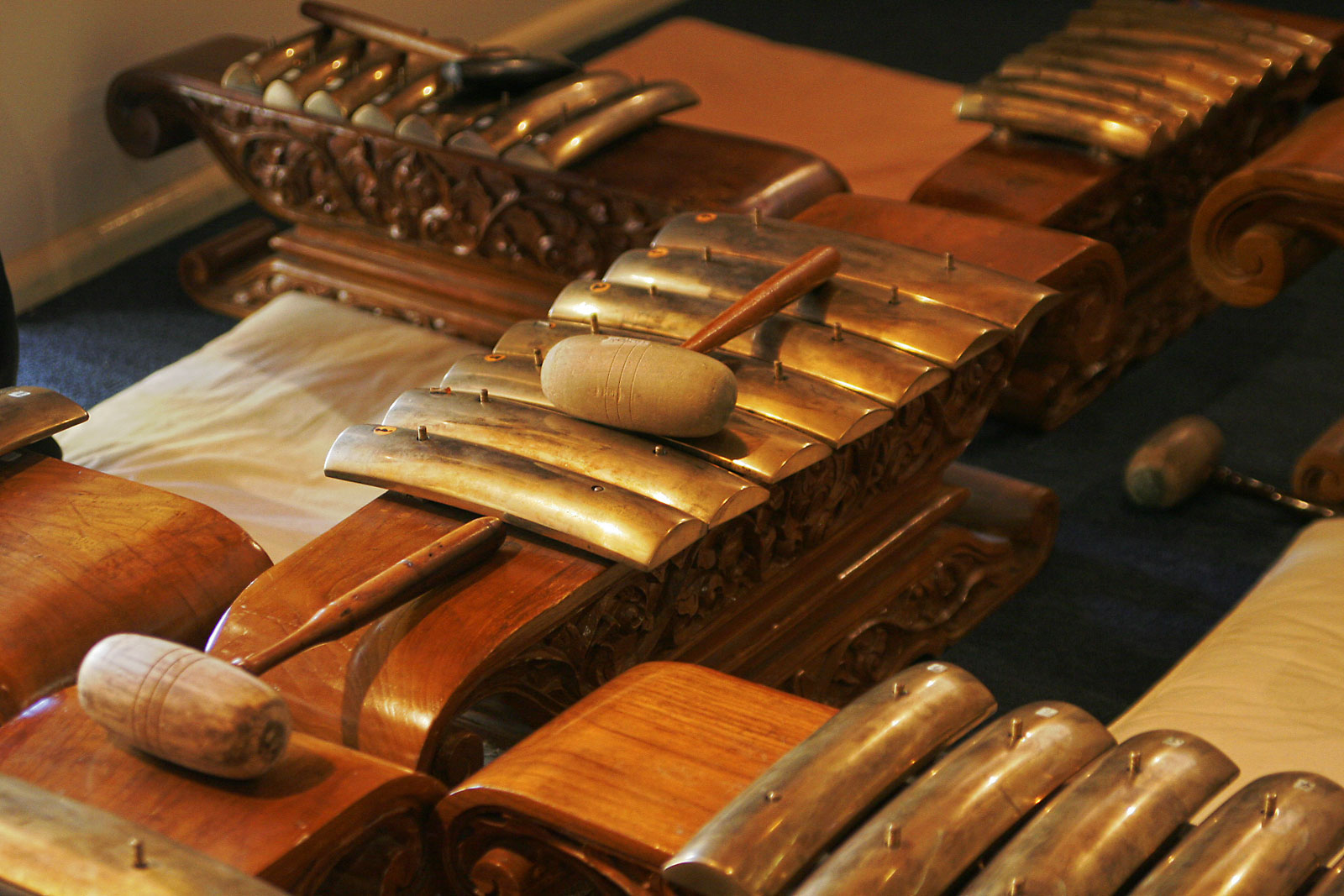
Un metalófono utilizado en un gamelán en la embajada indonesia en Camberra.

El  metalofóno es un instrumento musical compuesto de una serie de láminas de metal, con cada elemento afinado a una nota musical. Los metalófonos están clasificados como idiófonos, lo que significa que son instrumentos que al ser golpeados (percutidos), el material de que está hecho vibra, produciendo sonido.
Los metalófonos melódicos más antiguos proceden de Asia.
En los fabricantes occidentales se pueden encontrar tres tipos de metalófono: el bajo, el alto y el soprano. El soprano suena en una octava más alta que al alto.

## Instrumentos idiófonos
- Gangsa - claves de metal usadas en ensambles de Gamelan
- Vibráfono - instrumento de láminas de metal con vibrador eléctrico
- Campanas tubulares - instrumento de tubos de piko

- Glockenspiel - instrumento de láminas de metal con rango de octava alto
- Hang - vasija de metal, en que su superficie se elaboran hundimientos afinados, con sonido similar al steel drum
- Tambor tanque - tanque de metal, en que su superficie es usada para formar lengüetas
- Metalofón - instrumento parecido al Xilofón pero con piezas de metal.